# Billy Sherwood
William Wyman "Billy" Sherwood (Las Vegas, Nevada; 14 de marzo de 1965) es un músico, productor e ingeniero.
Es conocido principalmente por su tiempo como miembro del grupo de rock progresivo Yes, de 1997 a 2000, incluidos sus álbumes Open Your Eyes (1997) y The Ladder (1999). Después de actuar como ingeniero de mezclas para sus álbumes Heaven & Earth, y Like It Is: Yes at the Bristol Hippodrome, se volvió a incorporar a Yes en 2015, debido a que el bajista original Chris Squire dejó la banda por problemas de salud antes de su muerte.

## Discografía

### ConWorld Trade
- World Trade (1989)
- Euphoria (1995)

### ConLodgic
- Nomadic Sands (1985)

### ConYes
- Open Your Eyes  (1997)
- The Ladder (1999)
- House of Yes: Live from House of Blues (2000)
- Also: mixing on Heaven & Earth (2014) and Like It Is: Yes at the Bristol Hippodrome (2014)

### ConConspiracy
- Conspiracy (2000)
- The Unknown (2003)

### ConCirca
- Circa 2007 (2007)
- Circa Live (2009, + DVD 2008)
- Circa HQ (2009)
- Overflow (2009)
- And So On (2011)
- Live From Here There & Everywhere (2013)

### ConThe Prog Collective
- The Prog Collective (2012)
- Epilogue (2013)
- Worlds on Hold (2021)

### ConYoso
- Elements (2010)

### Álbumes como solista
- The Art of Survival (1984)
- The Big Peace (1999)
- No Comment (2003)
- At the Speed of Life (2008)
- Oneirology (2010)
- What Was the Question? (2011)
- Divided by One (2014)
- Collection (2014)
- Citizen (2015)
- Archived (2016)
- LIve in Japan (With Tony Kaye) (2016)
- Citizen: In the Next Life (2019)

### Otras apariciones
- Deep Purple – Slaves and Masters (1990)
- Yes – Yesyears (1991)
- Yes – Union (1991)
- Regulators – The Regulators (1991)
- Toto – Kingdom of Desire (1992)
- Motörhead – March ör Die (1992)
- Air Supply – The Vanishing Race (1993)
- Paul Rodgers – Muddy Water Blues: A Tribute to Muddy Waters (1993)
- Dangerous Toys – Pissed (1994)
- Various Artists – Supper's Ready (1995)
- Various Artists – The Moon Revisited (1995)
- Various Artists – Tales From Yesterday (1995)
- Pam Thum – Faithful (1995)
- Air Supply – News from Nowhere (1995)
- Yes – Keys to Ascension (1996)
- Def Leppard – All I Want Is Everything (1996)
- Various Artists – Crossfire: A Salute To Stevie Ray Vaughan (1996)
- Yes – Keys to Ascension (1997)
- Various Artists – Dragon Attack: A Tribute To Queen (1997)
- Paul Rodgers – Chronicle (1997)
- The Key – The World is Watching (1997)
- Treason – Treason (1997)
- Ratt – Collage (1997)
- Carmine Appice – Guitar Zeus (1997)
- Flambookey – Flambookey (1997)
- Various Artists – Thunderbolt-A Tribute To AC/DC (1998)
- Michael Sherwood – Tangletown (1998)
- Regulators – Bar & Grill (1998)
- Quiet Riot – Alive and Well (1999)
- Carmine Appice – Guitar zeus: Japan (2000)
- Yes – Keystudio (2001)
- Fear Factory – Digimortal (2001)
- Carmine Appice – Guitar Zeus: Korea (2002)
- Jack Russell – For You (2002)
- Todd Rundgren – Todd Rundgren And His Friends (2002)
- Medwyn Goodball – Anam Cara
- Various Artists – Pigs & Pyramids-An All Star Lineup Performing The Songs of Pink Floyd (2002)
- Ignition – Ignition (2003)
- Various Artists – Bat Head Soup-A Tribute To Ozzy Osbourne (2003)
- Asia – Silent Nation (2004)
- John 5 – Vertigo (2004)
- Larry Klimas – Retro-Spec(t) (2004)
- Michael Schenker – Heavy Hitters (2005)
- Various Artists – Back Against The Wall (2005)
- Edgar Winter – The Better Deal (2006)
- Various Artists – Return to the Dark Side of the Moon (2006)
- Various Artists – An '80s Metal Tribute To Journey (2006)
- Various Artists – Lights Out: The Ultimate Tribute To UFO (2006)
- Various Artists – An All-Star Tribute To Lynyrd Skynyrd  (2007)
- Graham Russell – The Future (2007)
- Hollywood Roses – Dopesnake (2007)
- Various Artists – 70's Box: The Sound Of A Decade (2007)
- Julie Francis – Lucky Penny (2008)
- Various Artists – Led Box: The Ultimate Tribute To Led Zeppelin (2008)
- Various Artists – Big Movies, Big Music Volume 1 (2008)
- Various Artists – Big Networks, Big Music Volume 2 (2008)
- Various Artists – Big Networks, Big Music Volume 9 (2008)
- Various Artists – Ultimate Holiday Party Volume 1 (2008)
- Various Artists – Ultimate Christmas Party Volume 2 (2008)
- Various Artists – Ultimate Christmas Party Volume 3 (2008)
- Various Artists – A Tribute To Thin Lizzy (2008)
- Various Artists – Abbey Road: A Tribute To The Beatles' (2009)
- Eureka – Shackleton's Voyage (2009)
- Various Artists – An All-Star Salute to Christmas (2010)
- Nigel Briggs – Unwind (2010)
- Mars Hollow – World in Front of Me (2011)
- John Wetton – Raised in Captivity (2011)
- Flaming Row – Elinoire (2011)
- Michael Schenker Group – By Invitation Only
- Sonic Elements – XYZ—A Tribute to Rush (2012)
- Jay Tausig – Pisces (2012)
- Various Artists – Songs of the Century: An All-Star Tribute to Supertramp (2012)
- Various Artists – Black on Blues – A Tribute to The Black Keys (2012)
- The Fusion Syndicate – The Fusion Syndicate (2012)
- Edison's Lab – Edison's Lab EP (2012)
- Blackburner – Planet Earth Attack (2012)
- Nektar – A Spoonful of Time (2012)
- Nektar – Time Machine (2013)
- Days Between Stations – In Extremis (2013)
- Sons of Hippies – Griffones at the Gates of Heaven (2013)
- William Shatner – Ponder The Mystery (2013)
- Leon Alvarado – The Future Left Behind (2016)